# 蛇夫座V2052
蛇夫座V2052，又名BD+00 3813，HD 163472、SAO 122935、HR 6684，是蛇夫座的一颗恒星，视星等为5.82，位于銀經27.16，銀緯12.55，其B1900.0坐标为赤經17h 51m 12.6s，赤緯+0° 12.55′ 8″。